# Жерники (Мазовецьке воєводство)
Жерники (пол. Żerniki) — село в Польщі, у гміні Брудзень-Дужий Плоцького повіту Мазовецького воєводства.
Населення — 136 осіб (2011).
У 1975-1998 роках село належало до Плоцького воєводства.

## Демографія
Демографічна структура станом на 31 березня 2011 року:
|          | Загалом | Допрацездатний вік | Працездатний вік | Постпрацездатний вік |
| -------- | ------- | ------------------ | ---------------- | -------------------- |
| Чоловіки | 67      | 14                 | 43               | 10                   |
| Жінки    | 69      | 20                 | 34               | 15                   |
| Разом    | 136     | 34                 | 77               | 25                   |